# ازدواج مقدس

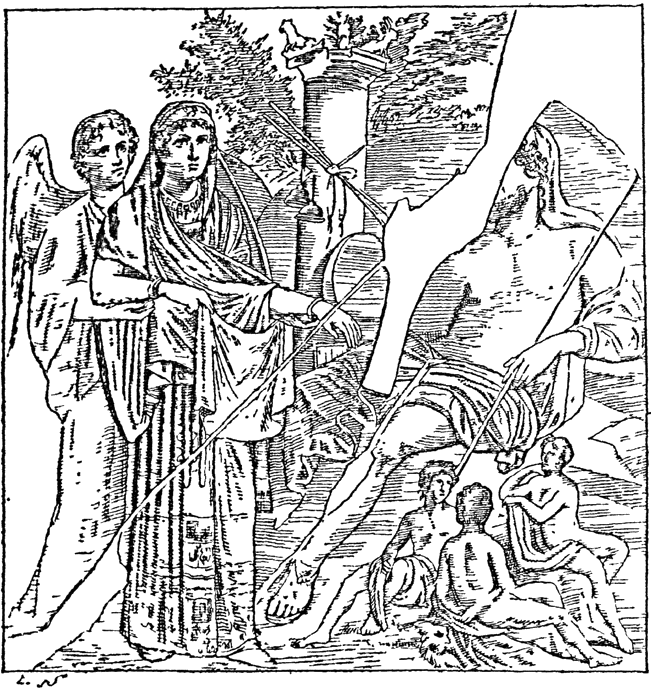
هیروس گاموس از هرا (نشان داده شده با ایرس) و زئوس، طراحی یک نقاشی دیواری در پمپئی در سال ۱۹۰۰

ازدواج مقدس، هیروس گاموس (یونانی باستان: ἱερός)، ازدواج مقدسی است که بین خدایان انجام می‌شود، این ازدواجی در یک آیین نمادینی انجام می‌شود که در آن شرکت‌کنندگان انسانی معرف خدایان هستند.
مفهوم هیروس گاموس "hieros gamos" همیشه مستلزم آمیزش جنسی تحت اللفظی در مناسک نیست، بلکه در زمینه‌های صرفاً نمادین یا اسطوره به‌ویژه در کیمیا است و از این رو در روان‌شناسی تحلیلی استفاده می‌شود. ازدواج مقدس به عنوان نمونه اولیه فرقه باروری توصیف می‌شود.